# Пальмовые крыланы
Пальмовые крыланы (Eidolon) — род млекопитающих из семейства крылановых.
Обитают на Мадагаскаре и в Африке к югу от Сахары.

## Виды
- Мадагаскарский крылан (Eidolon dupreanum)
- Пальмовый крылан (Eidolon helvum)